# Ainsworth Bay
Ainsworth Bay är en vik i Antarktis. Den ligger i Östantarktis. Australien gör anspråk på området.